# Ariane Andrew
 (mai 2025).
Si vous disposez d'ouvrages ou d'articles de référence ou si vous connaissez des sites web de qualité traitant du thème abordé ici, merci de compléter l'article en donnant les références utiles à sa vérifiabilité et en les liant à la section « Notes et références ».
En pratique : Quelles sources sont attendues ? Comment ajouter mes sources ?
Ariane Nicole Andrew (née le 3 novembre 1987 à Los Angeles) est une rappeuse, actrice, chanteuse, mannequin, danseuse et catcheuse américaine. Elle est connue pour avoir travaillé à la World Wrestling Entertainment de 2011 à 2016 sous le nom de Cameron.
En 2020, elle effectue son retour dans le monde du catch au sein de la All Elite Wrestling sous son vrai nom.

## Carrière de catcheuse

### World Wrestling Entertainment (2011-2016)

#### Tough Enough (2011)
En mars 2011, Andrew a été annoncée comme l'un des quatorze candidats dans l'émission Tough Enough en tant qu'Ariane. Elle fut la première éliminée en raison de son manque de passion pour le catch.

#### Florida Championship Wrestling (2011-2012)
Après avoir été élimineée de Tough Enough, Andrew a confirmé sur son compte Twitter qu'elle a signé un contrat avec la World Wrestling Entertainment. Elle fait ses débuts à la FCW le 7 juillet 2011, en tant qu'annonceuse à un house show de FCW. Le 9 juillet, elle fait ses débuts en tant que catcheuse sous le nom de Cameron Lynn, dans une bataille royale de Divas, qui comportait également Audrey Marie, Caylee Turner, Kaitlyn, Maxine, Raquel Diaz, Sonia et Aksana, dont elle a été éliminée en première.

#### The Funkadactyls (2012-2014)

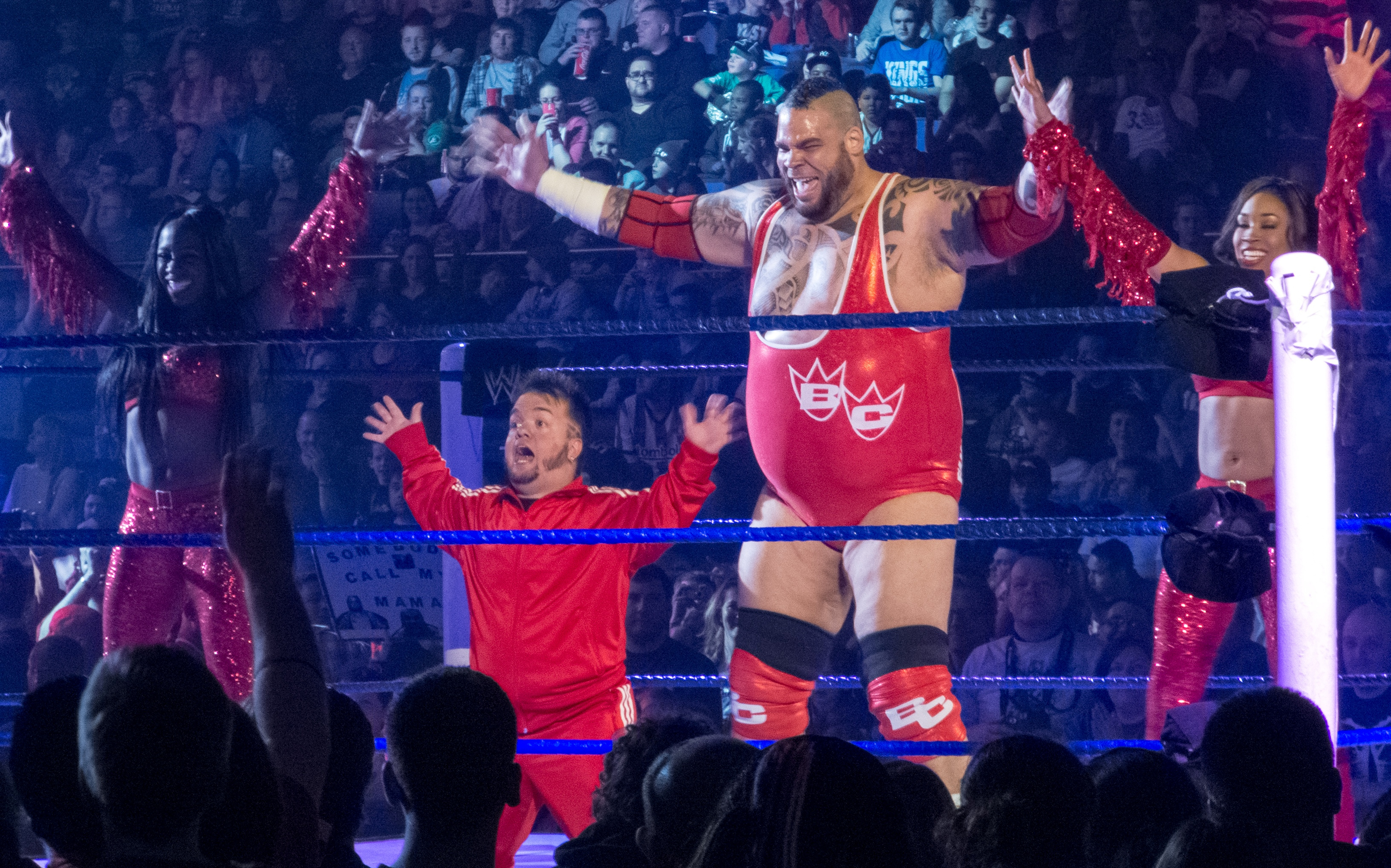
Cameron (à droite) dansant avec Hornswoggle, Brodus Clay et Naomi en avril 2012

Lors du Raw du 9 janvier, elle fait ses débuts à Raw avec Naomi en tant que danseuse de Brodus Clay. Depuis, elle et Naomi accompagnent Brodus Clay à tous ses matchs. Dans la nuit du 28 au 29 août 2012, elle est arrêtée vers 2 heures du matin pour conduite en état d'ivresse et tentative de corruption (elle a voulu soudoyé l'agent qui l'avait arrêté). Elle a ensuite payé sa caution et le 2 septembre, la WWE la suspend pour une durée de 15 jours, pour ne pas avoir averti la compagnie de son arrestation. Elle fait son retour lors de Night of Champions.
Elle fait ses débuts sur le ring lors de la Bataille Royale des Divas pour déterminer l'aspirante no 1 au titre des Divas lors de TLC: Tables, Ladders and Chairs (2012).
Lors de WrestleMania 29, Cameron et Naomi feront équipe avec Brodus Clay et Tensai contre les Bella Twins, Cody Rhodes et Damien Sandow.
Aux Survivor Series, l'équipe des Total Divas dont Cameron faisait partie gagne contre celle des True Divas dans un match par équipe traditionnel à élimination.
Lors de l'Elimination Chamber, elle gagne par disqualification face à AJ Lee à la suite de l'intervention de Tamina Snuka mais ne remporte pas le titre des Divas.
Lors de WrestleMania XXX, elle perd le Vickie Guerrero Divas Championship Invitational match.
Elle et Naomi perdent face à AJ Lee et Paige lors de RAW du 7 juillet. À la fin du combat, une bagarre éclate entre les deux divas, cela annonce officiellement la fin des Funkadactyls.

#### Débuts en solo (2014-2016)
Elle fait ses débuts en solo en combat simple face à Naomi lors du pay-per-view Battleground 2014 où elle bat cette dernière. Lors des Survivor Series, elle perd le match par équipe traditionnel à élimination dans l'équipe de Paige contre celle de Natalya.

#### NXT (2015-2016)
Après plusieurs mois d'absence, elle fait son retour au centre de développement de la WWE, la NXT, et perd un match contre Asuka. Elle fera son dernier match contre Alexa Bliss a NXT.

#### Départ de la fédération (2016)
Le 6 mai 2016, la WWE annonce son départ de la fédération.

### All Elite Wrestling (2020-...)
En juillet 2020, Ariane Andrew est annoncée comme participante au tournoi par équipes féminines de la AEW aux côtés de Nyla Rose.
Le 3 août lors du premier tour du tournoi, elle perd avec Nyla Rose contre Anna Jay et Tay Conti. Après le match, elle se fait attaquer par Rose.

## Carrière de rappeuse

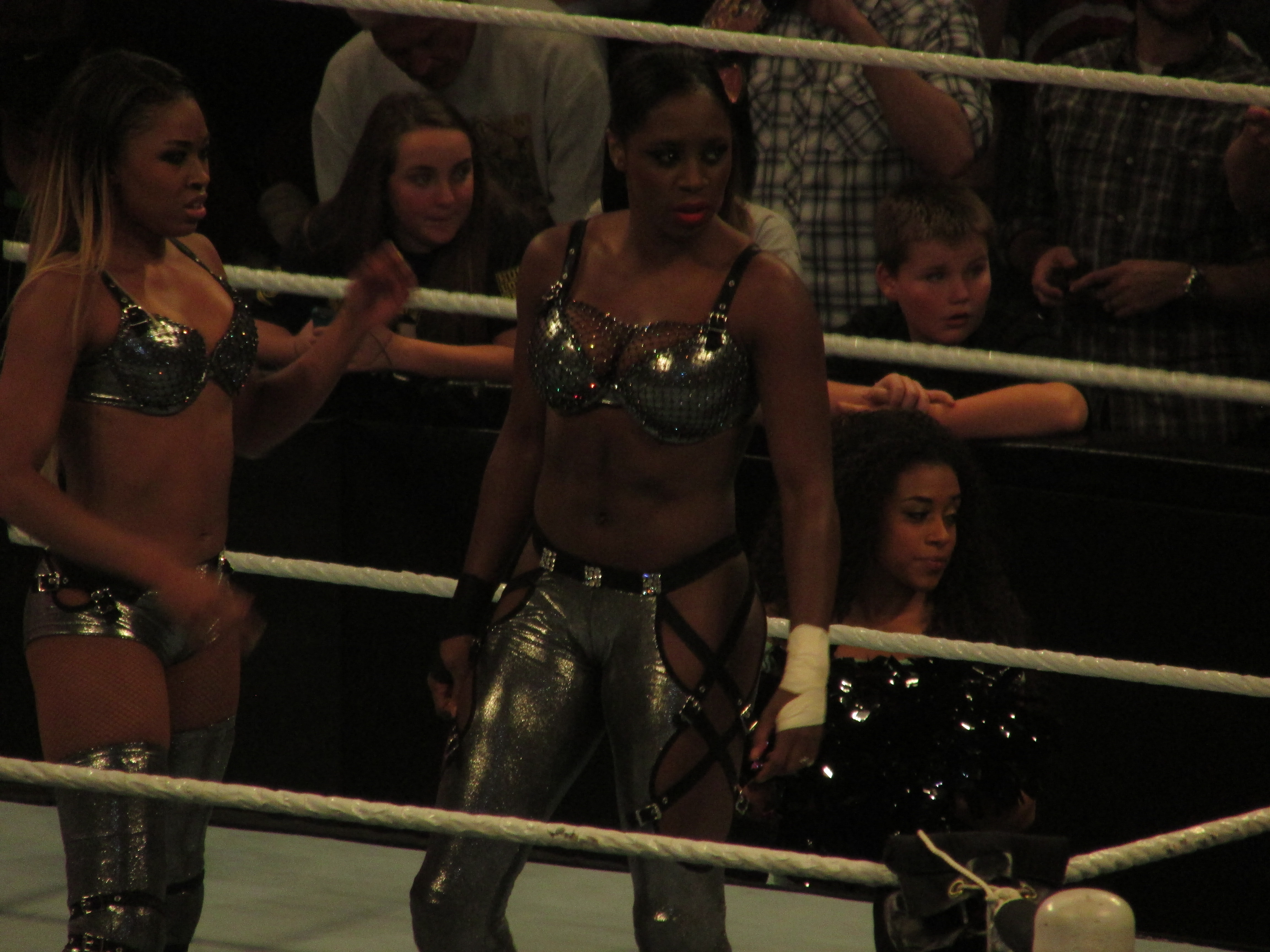
Cameron et Naomi, The Funkadactyls.

En 2014, elle se lance dans une carrière de rappeuse en publiant son premier vidéo clip intitulé Bye Bye en featuring avec I.C.E. C'est dans cette même période que son ancienne partenaire de catch Naomi se lance aussi dans une carrière de chanteuse.
En 2015, elle sort sa musique #WrongNumber en featuring avec Lovely, qui est une musique qui défend la cause de l'intimidation dans la vie (scolaire, familiale, professionnel) et raconte son histoire de jeune fille harcelée.
En 2020, elle sort le single Born With It. Néanmoins, dans une époque ou les rappeuses américaines émergent et se ressemblent, le single n'a pas encore réussi a se faire une place dans le monde de la musique hip hop.

## Palmarès
- World Wrestling Entertainment
  - Slammy Award 2013 des meilleurs mouvements de danse de l'année (avec Naomi)

- Pro Wrestling Illustrated
  - Top 50 Females

| Année     | 2013  | 2014  |
| Rang      | 37    | 17    |
| Référence | [ 4 ] | [ 5 ] |